# 宽花紫堇
宽花紫堇（学名：Corydalis latiflora）为罂粟科紫堇属下的一个种。

## 扩展阅读
- 維基物種上的相關：宽花紫堇